# 村田マリ
村田 マリ（むらた まり、本間 真理。1978年3月15日 - ）は、日本の実業家、元ディー・エヌ・エー執行役員。2016年にシンガポール在住。英語ではMary Murata（マリー・ムラタ）と名乗っている。
住まい・インテリア関連情報キュレーションサイト「iemo」の運営会社を2014年10月にディー・エヌ・エーに売却し、ディー・エヌ・エー執行役員メディア統括部長、Palette事業推進統括部長、iemo株式会社代表取締役CEO、株式会社Find Travel代表取締役社長を務めた。ディー・エヌ・エーのキュレーションサイト群を統括したが、2016年末に社会問題化し、2017年3月13日、株式会社ディー・エヌ・エーの執行役員並びに子会社iemo株式会社の代表取締役及び株式会社Find Travelの代表取締役を辞任する意向を表明した。

## 来歴
岐阜または東京生まれ。岐阜、千葉、東京、名古屋で育つ。愛知淑徳高校に進学、高校にはほとんど行かず、読書ばかりしていた。高校を中退したのち、早稲田大学に入学し、パソコンとインターネットに出会った。一人暮らしを機に購入したパソコンを独学で使いこなすようになり、大学にもほとんど行かずウェブサイトの制作に没頭する。大学2年時に音楽のコミュニティサイトやインディーズバンドのWebサイトの作成を請け負い、次第にソニー・ミュージックエンタテインメントやUSENなど大手の仕事も受けるようになる。第二文学部を卒業。
2000年にサイバーエージェントに新卒第一期生として入社。同社で「6事業くらいの立ち上げ」に参画したという。2003年にサイバーエージェントを退社、2005年3月にコントロールプラス株式会社を設立する。2年後には20人近くのスタッフを持つ規模になる。当初はウェブ制作を業務としていたが、2006年のライブドアショック以降事業は低迷し、2009年に若手起業家たちが企画した中国のSNSやソーシャルゲーム企業を訪問する視察ツアーに参加して衝撃を受け、ソーシャルゲーム事業に進出。Web製作の仕事を徐々に減らし、半年ほどで事業転換に成功した。
自身が結婚し子育てをする経験と今後ソーシャルゲームは大手による寡占化が進むという予測から、2011年末には事業売却を真剣に検討するようになる。2012年2月にソーシャルゲーム事業を国光宏尚が経営する株式会社gumiに売却。2012年5月にシンガポールに法人を設立、6月に恋愛情報サイト「デート通」を株式会社チャンスイットに売却、9月に子どもと共にシンガポールに移住し、子どもが2歳になるまでの1年半ほど専業主婦をした。
2013年前半から、今後はバイラルメディア、キュレーションメディアが台頭し、時代を席巻すると確信しており、社員に「2014年の夏頃、 バイラル、キュレーションは人気化して、レッドオーシャンになります。だから、その分野でトップを取っていないメディアは死にます」と語っていた。2013年12月に住まい・インテリア関連情報のキュレーションサイトiemo株式会社を設立。「iemo」はアメリカの「Houzz」を参考にしていると言われる村田は「iemo」について、不動産のマッチングのプラットフォームを目指しており、「メディアを目指しているのでは、ありません。」と述べている。iemoのコンテンツには、立ち上げ当時から著作権上の問題があったことが指摘されている。2014年7月、共同代表取締役に元サイバーエージェントの鈴木裕斗、編集長に元オールアバウトの徳島久輝が就任した。同月下旬にヒルトン福岡シーホークで開催されたベンチャーの起業家や投資家が集まるイベント「B Dash Camp」で、村田はDeNAの社長兼CEOの守安功に「iemoが伸びてます。ヤバいです。是非、買ってください」と直接売り込み、その場で買収の検討が始まり、村田は友人の中川綾太郎が運営する女性向けファッションのキュレーションサイト「MERY」も紹介した。
パーティーでのオファーの2か月後の9月末に守安は買収を決断、2014年10月に「iemo」をディー・エヌ・エーに売却（「MERY」を運営するペロリと2社合わせて約50億円での買収。それぞれの買収金額は非公表だが、iemoが約15億円、MERYが約35億円と見られる。）。村田は「買収までに想定外だったことはなく、完全に事業計画通り」と述べている。買収後ディー・エヌ・エー執行役員に就任し、同社のゲーム事業に次ぐ新たな収益の柱として期待されていたキュレーション事業を任される。元々ディー・エヌ・エーにはキュレーション事業のノウハウはなく、村田はキュレーションサイトを10種類に増やすよう指示を受け、ヘルスケア情報キュレーションサイト「WELQ」など9つの事業を統括した。
村田が統括するキュレーション事業のヘルスケア情報キュレーションサイト「WELQ」では、不適切な引用やリライト、内容に問題のある医療記事を公開するなどの行為が常態化しており、2016年に炎上し、12月に閉鎖した。（参考：ディー・エヌ・エー#「WELQ」に始まるキュレーションサイトの問題）ディー・エヌ・エーは2017年3月13日にキュレーション事業に関する第三者委員会の調査報告書を発表した。著作権侵害や倫理的な問題が数多くあったことが明らかにされ、直接の事業責任者の一人である村田はディー・エヌ・エー執行役員、iemo株式会社代表取締役CEO、株式会社Find Travel代表取締役社長を辞任する意向と発表された。

## 評価
村田は女性起業家として、シリアルアントレプレナー（連続起業家）として注目を集め、AERA2015年6月1日号の「日本を変える最強の人脈」の約80人の1人に含まれた。
DeNA創業者南場智子は、村田は「日本の女性シリアルアントレプレナーとしては、私が知る限り唯一の方」「業界の先導者」と評している。やろうと思えば株式公開できたiemoを売却するという決断を「ものすごく尊敬している」と述べており、「私はマリさんの大ファン」なのだという。投資家の渡辺洋行は、村田は「実績があり、業界ネットワークがあり、ビジネス戦略、能力などいろいろ合わさっている人」「本当に凄い起業家」であると述べている。
村田はDeNAでキュレーション事業を統括した。2016年12月にキュレーションサイト問題の謝罪会見が行われ、村田の責任について問われた社長の守安功は「責任の所在については、第三者委員会による調査の中で決めていく」と述べた。村田は健康上の問題などを理由に謝罪会見に出席していない。会見では現場の人間がいないため、問題の詳しい経緯の説明はなかったが、詳細を知る人物は責任者の村田であると指摘されていた。
2017年3月、第三者委員会の調査のあとのディー・エヌ・エーの会見で、村田がディー・エヌ・エー執行役員、iemo株式会社代表取締役CEO、株式会社Find Travel代表取締役社長を辞任する意向であると伝えられた。ペロリ社長の中川綾太郎と共に解任ではなくあくまで辞任であり、東洋経済の渡辺拓未は「報告書の指摘は多岐に渡るものの、個人に対する責任は明確にされていない」と述べている。調査では、守安社長が現場に相談なく掲げた数値目標を、村田は相当高い水準にあると思いつつも達成するために邁進したことが明らかになっており、会長の南場は村田と中川綾太郎は誠心誠意事業に打ち込んでおり悪徳なことを考えていたわけではないとし、「この2人の有能な若者を正しく導けなかったDeNAの責任は極めて重い」と述べた。

## 人物

### 仕事
村田は、キュレーションメディアは自分たちのように“背骨”を通さなければ残れない、メディアに必要な“背骨”とはユーザーが共感を感じやすい仕組みや構造であり、データを解析すればどのコンテンツがユーザーの心をとらえたかは一目瞭然であると語っている。
自身について「パラノイアタイプの経営者」「右脳的な感覚で事業を着想しつつ、合理的な考え方を好みます」と述べている。iemoをディーエヌ・エーに売却した理由として、自分はクリエイターであり、株式公開の手続きなどの事務処理は好きではなく、メディアでの創作に集中したかったと述べている。ディー・エヌ・エーでの仕事については、本当に探し求めていたことを見つけた、ワクワクしていると語っている。自分の作ったサービスが、「インフラの一部になったり、人の生活の中に組み込まれたり。そういう時に作って良かったと喜びを感じる」という。
企業家としても、ビジネスで一番を目指すにしても、業務中の意思決定にしても、とにかくスピードの速さが大事であるとしている。
シンガポール在住で、仕事では遠方の商談相手とはビデオチャット、日本の社内とのコミュニケーションにはTV会議やSlackなどを使っている。
自身については、「女性のシリアルアントレプレナー（連続起業家）として、これまでにない新しい働き方のロールモデルになるべく、日本とアジアでのビジネスに挑戦しています」、「女性のライフワークとビジネスの両立」「子育てしながら起業し、ビジネスも成功させる」がテーマと述べている。
一橋大学教授の楠木建は、村田は「起業（のち、よきところで売却）専門家」であり、メディアというサービスを「消費者（というか正確には広告主）」に売っていたのではなく、「自分が起業した事業」という商品を会社という顧客に売る人であった。つまり、「彼女が向き合っていたのは競争市場ではなく、資本市場。この2つでは仕事の中身がまったく違う」と述べた。メディア業界の現状と将来を分析する大熊将八は、村田は「根っからの起業家・事業売却家」であると評する一方、自社メディアの数値的業績にこだわり「ジャーナリズムについての考え方や、健全なメディアのあり方という点は彼女の興味の範疇になかったのだと思う」と述べた。

### 私生活・家族
幼い頃から高杉晋作のファン。学生時代、パソコンとインターネットに出会う前は、歴史小説家を目指していた。
インキュベイトファンド代表の投資家本間真彦と結婚、2011年に一子を出産。
シンガポールを訪れた際、共働きが一般的で、ベビーシッターや住み込みメイドを安価に調達でき、子育てしやすい生活に惹かれ移住を決めた、シンガポールに移住したのは、子供を英語と中国語のネイティブにするためで、子供が10歳になったら起業させるつもりと2014年に話した。
シンガポールには株式売却の利益に対する課税がないため、富裕層に多い租税回避目的の移住であったとも考えられる。